# 帕拉德拉塞勒峰

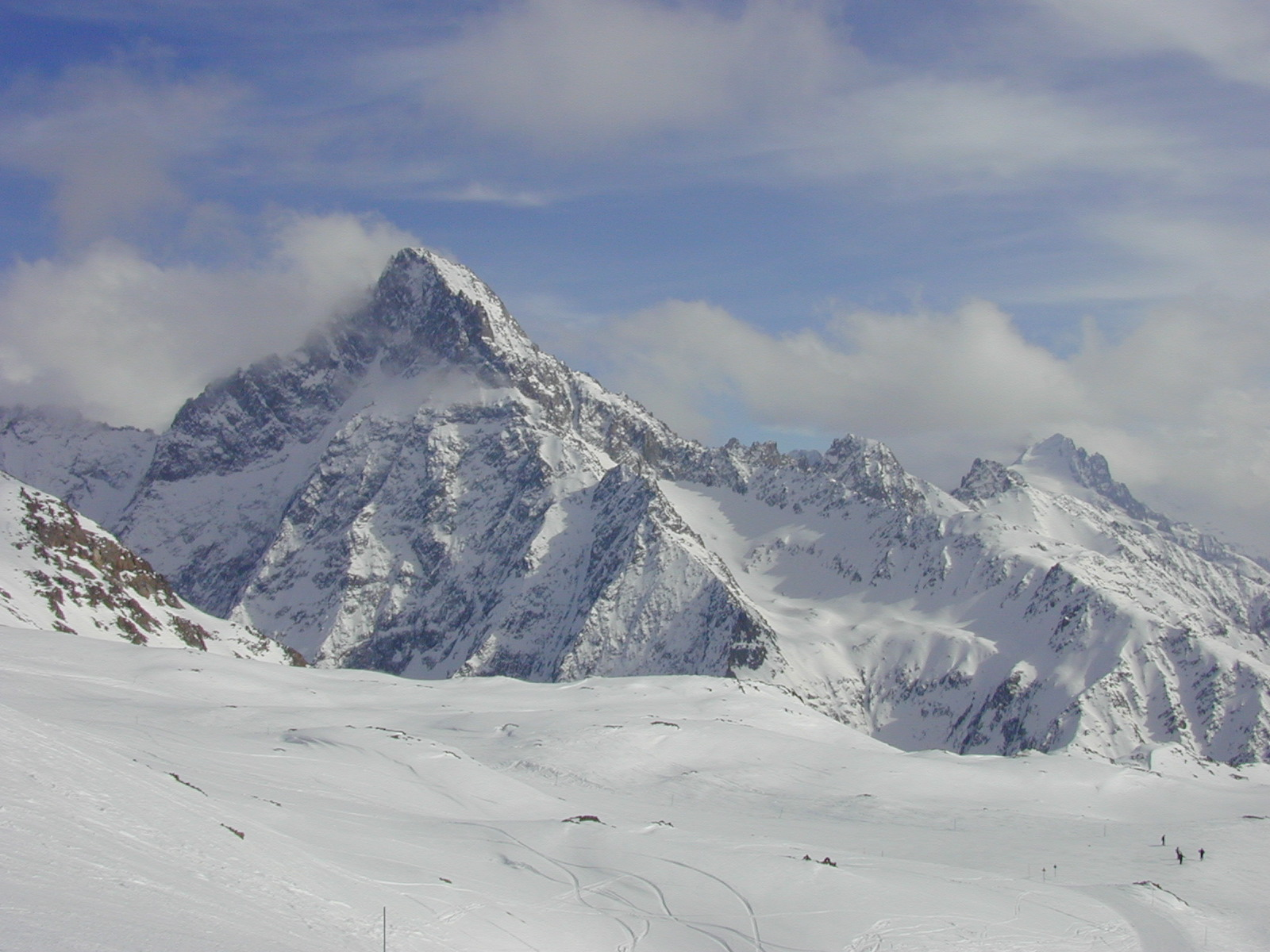

44°57′53″N 06°13′18″E / 44.96472°N 6.22167°E
帕拉德拉塞勒峰（法語：Aiguille du Plat de la Selle），是法國的山峰，位於該國東南部，由羅訥-阿爾卑斯大區負責管轄，屬於多芬阿爾卑斯山脈中埃克蘭山的一部分，海拔高度3,596米，每年平均降雨量1,410毫米，人類在1876年6月28日首次登頂。